# Bouquet de roses dans un vase de cristal
Le Bouquet de roses dans un vase de cristal est un tableau du peintre français Gustave Caillebotte (1848-1894) réalisé en 1883. Il mesure 61 × 50,5 cm et appartient à un collectionneur particulier. Il est signé et daté en bas à gauche.

## Description
Gustave Caillebotte peint peu de natures mortes avant 1881, date à laquelle il acquiert (en mai) avec son frère Martial un terrain au bord de la Seine au Petit Gennevilliers sur la rive en face d'Argenteuil, où ils font construire une maison de villégiature et surtout où Gustave Caillebotte aménage un jardin qui sera une grande source d'inspiration pour l'artiste surtout dans les quinze dernières années de sa vie.
Cette nature morte représente un bouquet de roses d'un rose pâle dans un vase de cristal posé sur un marbre blanc devant un mur sombre.
L'artiste s'est amusé à diviser le tableau par une diagonale (mais qui est inachevée pour donner une certaine impression de légèreté) qui sépare la partie du haut sombre  (le mur) de la partie du bas (le marbre blanc strié de délicates veinures bleutées). Les fleurs se détachent sur le fond sombre, tandis que le pied doré du vase fait contraste par sa couleur lumineuse et ses formes contournées. Caillebotte livre ici une réflexion sur les blancs, prétexte à une grande délicatesse[Interprétation personnelle ?].
Les roses d'un rose pâle sont comparables au massif de rosiers sur tige que l'on remarque dans son tableau Les Roses, jardin au Petit Gennevilliers (1886, coll. part.)[Interprétation personnelle ?]. Caillebotte, qui avait une vraie passion de l'horticulture, achetait nombre de catalogues de fleurs et revues de jardinage et entretenait deux jardiniers à l'année. Il semble que celles-ci aient les mêmes caractéristiques que la variété 'La France'.

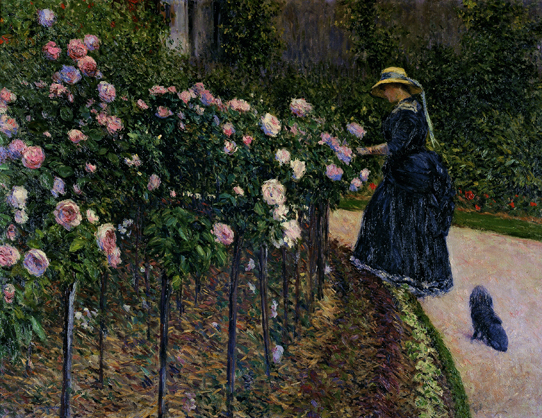
Vue du jardin du Petit Gennevilliers : Les Roses, jardin au Petit Gennevilliers (1886), collection particulière.

Elles sont disposées dans un vase de cristal au pied de bronze doré rococo dans le goût Napoléon III. Le vase est posé sur un plateau de console en marbre blanc, contre un mur sombre. L'ensemble dégage une impression de raffinement.

## Historique
Ce tableau a été exposé à la galerie Durand-Ruel pour l'exposition rétrospective de 1894 organisée après la mort de Gustave Caillebotte, il n'a plus été montré au public pendant presque un siècle. En effet ce Bouquet de roses est demeuré jusqu'en 1982 dans la famille Chardeau, héritière du frère de l'artiste, lui-même héritier de l'artiste. Il a été mis en vente à l'hôtel Drouot le 25 juin 1982 et acquis par la galerie Wildenstein de New York qui l'a vendu en 1986 à un ménage texan qui le vend à la maison Sotheby's de Londres le 5 février 2007. Il est estimé entre 900 000 et 1 200 000 dollars dans le catalogue de la vente de la maison Sotheby's de New York qui a lieu le 5 mai 2015 ; il est acquis par un collectionneur particulier.